# روبلي دونغليسون
روبلي دونغليسون (4 يناير 1798 - 1 أبريل 1869) هو طبيب، ومعلم طبي ومؤلف إنجليزي أمريكي، ويُعتبر أيضًا أول شخص متفرغ للعمل بدوام كامل بصفة بروفيسور في الطب في الولايات المتحدة الأمريكية في جامعة فيرجينيا حديثة التأسيس في الفترة الممتدة بين عامي 1824 و1833. يعود الفضل إلى دونغليسون في تأليف العديد من الكتب المدرسية الطبية وأصبح معروفًا باسم «أبو الفيزيولوجيا الأمريكية» بعد نشر كتابه المدرسي البارز فيزيولوجيا الإنسان في عام 1832. كان دونغليسون الطبيب الشخصي لتوماس جيفرسون، وجيمس ماديسون وجيمس مونرو. قدّم أيضًا مشورته في علاج أندرو جاكسون وكان حاضرًا في وفاة جيفرسون.
شغل دونغليسون منصب رئيس قسم المواد الطبية، والعلاجات، والصحة والفقه الطبي في مدرسة الطب التابعة لجامعة ماريلاند بين عامي 1833 و1836، ومنصب رئيس معاهد الطب والفقه الطبي في كلية جيفرسون الطبية بين عامي 1836 و1868. قدّم دونغليسون مساعدته لويليام بومونت في بعض تجاربه المتعلقة بالهضم المعدي ونشر الوصف الأول لداء هنتنغتون في كتابه المدرسي ممارسة الطب في عام 1842.

## حياته المهنية
انصب تركيز دونغليسون في البداية على طب التوليد ووافق على تعيينه كطبيب مولّد في المستوصف الشرقي في لندن. كان دونغليسون عضوًا في جمعية لندن الطبية والجمعية الهنترية.
في عام 1824، كلّف توماس جيفرسون مع مجلس زوار جامعة فيرجينيا فرانسيس ووكر غليمر بمهمة العثور على أساتذة داخل إنجلترا من أجل تعيينهم في الجامعة الجديدة. عرض غليمر على دونغليسون منصب الأستاذية في التشريح والطب. شملت الاتفاقية مع جامعة فيرجينيا توقفه عن ممارسة الطب فيما يتجاوز تقديم الاستشارات الطبية مع جيفرسون واختيار الآخرين. أدى هذا إلى اكتسابه لقب أول شخص متفرغ للعمل بدوام كامل بصفة بروفيسور في الطب في الولايات المتحدة. حصل دونغليسون على درجة الماجستير في الطب من كلية ييل في عام 1825.
عُرف دونغليسون بامتلاكه عددًا من العبيد أثناء وجوده في جامعة فيرجينيا إذ اشترى بعضًا من هؤلاء العبيد من مالكهم السابق توماس جيفرسون.
كان دونغليسون الطبيب الشخصي لتوماس جيفرسون، وجيمس ماديسون وجيمس مونرو وتلقى دعوة لتقديم مشورته الطبية من أجل علاج أندرو جاكسون. كان دونغليسون أحد الزوار المتكررين لجيفرسون في مونتيسيلو إذ حضر أثناء مرضه ووفاته في عام 1826.
أثناء عمله في جامعة فيرجينيا، نشر دونغليسون كتابه المدرسي البارز فيزيولوجيا الإنسان (1832)، الذي كان أساس ظهور سمعته باعتباره «أبو الفيزيولوجيا الأمريكية».
لعب دونغليسون دورًا نشطًا في التجارب العلمية المتعلقة بالهضم المعدي التي نفذها ويليام بومونت. عمل دونغليسون على تطبيق بعض التجارب على العصارة المعدية، وتحديد التجارب الكيميائية الإضافية التي يجب تنفيذها بالإضافة إلى تصميم التجارب التالية لبومونت. كان من المقرر لدونغليسون نشر هذا العمل لكنه أحال هذه المهمة لبومونت لينشر هذا العمل بنفسه.
في عام 1832، انتُخب دونغليسون لعضوية الجمعية الأمريكية للفلسفة حيث شغل العديد من المناصب القيادية. في عام 1833، قبل دونغليسون منصب رئيس قسم المواد الطبية، والعلاجات، والصحة والفقه الطبي في جامعة ماريلاند وانتقل إلى بالتيمور. في عام 1836، أنشأت كلية جيفرسون الطبية في فيلادلفيا منصب رئيس معاهد الطب والفقه الطبي من أجله، إذ شغل دونغليسون هذا المنصب حتى عام 1868. شغل دونغليسون أيضًا منصب عميد الكلية بين عامي 1854 و1868. تقاعد دونغليسون في عام 1868 جراء تدهور حالته الصحية إلا أنه استمر في العمل كأستاذ فخري.
في عام 1837، أسس دونغليسون مطبوعته الشهرية، المكتبة والصحيفة الطبية الأمريكية. شارك دونغليسون في تحرير الصحيفة مع غرانفيل شارب باتيسون حتى عام 1842 عندما توقفت الصحيفة. في عام 1838، أصبح دونغليسون مواطنًا أمريكيًا حاصلًا على الجنسية الأمريكية.
في عام 1840، عينته كلية جيفرسون الطبية كممثل لها في المؤتمر الطبي الوطني لمراجعة دستور الأدوية الأمريكي. عمل دونغليسون أيضًا كطبيب شخصي لبيتر ستيفن دو بونسو في سنوات حياته الأخيرة.
نجح دونغليسون في حملته التي أطلقها من أجل تأسيس ملجأ لإقامة الأفراد المصابين بأمراض نفسية في فيلادلفيا. في عام 1844، أصبح دونغليسون مسؤولًا في معهد بنسلفانيا لتعليم المكفوفين (الذي عُرف في وقت لاحق باسم مدرسة أوفربروك للمكفوفين). شارك دونغليسون في تطوير شكل من أشكال الكتابة المرتفعة لمساعدة المكفوفين على القراءة. عمل أيضًا كرئيس لجمعية الصندوق الموسيقي وحصل على عضوية معهد فرانكلين. شغل دونغليسون منصب طبيب معالج في مستشفى فيلادلفيا العام.
تلقى دونغليسون درجة الدكتوراه الفخرية في الحقوق من كلية جيفرسون في كانونسبيرغ، بنسلفانيا في عام 1852.